# Trasporti in Uganda

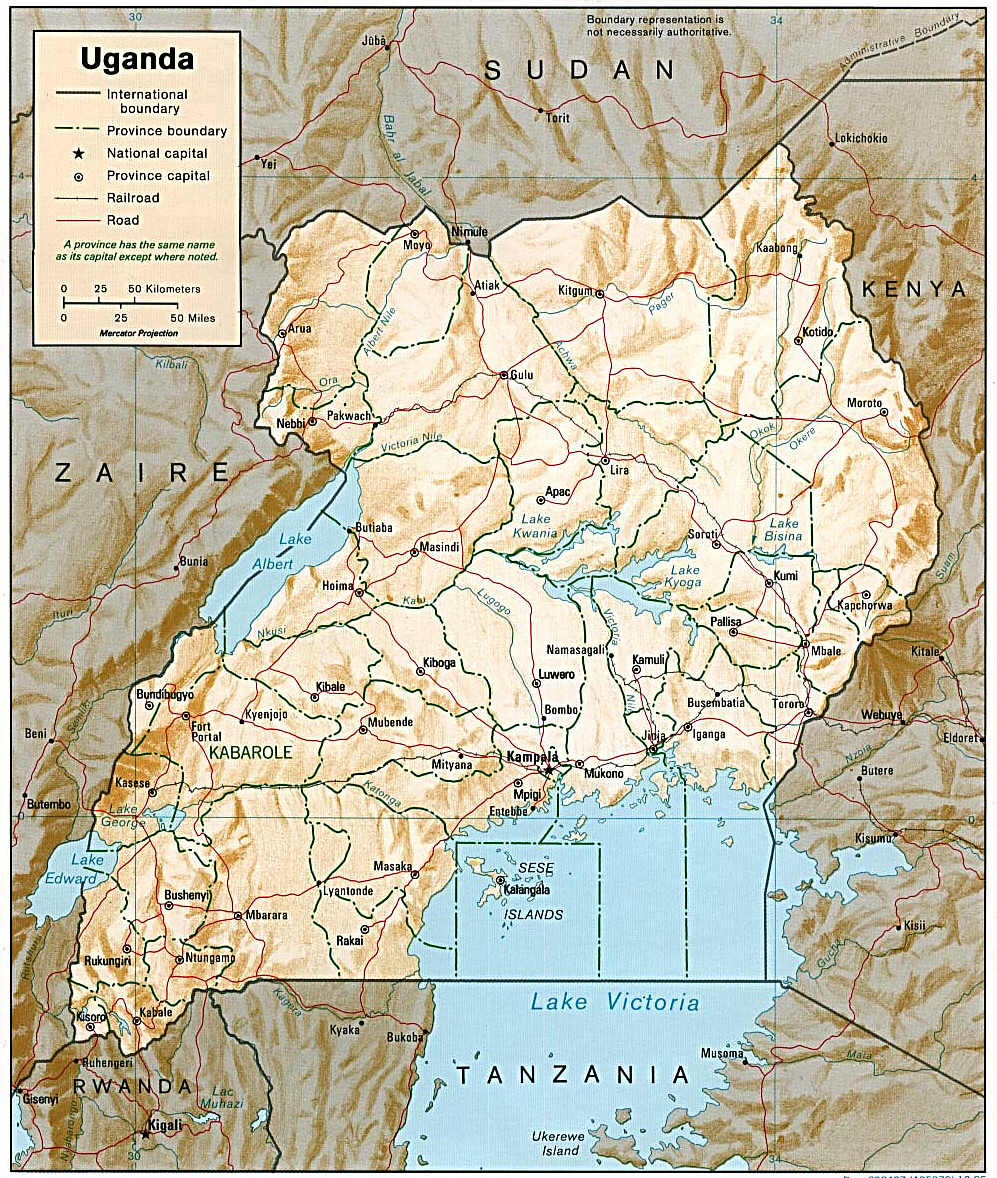
Uganda: carta geopolitica con rete ferroviaria e stradale

Questa voce raccoglie le principali tipologie di Trasporti in Uganda.

## Trasporti su rotaia

### Rete ferroviaria
In totale: 1.241 km di linee ferroviarie, alcune non operative (dati 1995).
- scartamento ridotto (1000 mm): 1.241 km.
- Gestore nazionale: Società ferroviaria ugandese.
- collegamento a reti estere contigue
  - assente: Ruanda (non esistono ferrovie)
    - con cambio di scartamento (1000/1067 mm): Repubblica Democratica del Congo

  - presente
    - senza cambio di scartamento: Kenya

  - proposto
    - con cambio di scartamento (1000/1067 mm): Sud Sudan.

### Reti metropolitane
Non esistono sistemi di metropolitana in Uganda.

### Reti tranviarie
Anche il servizio tranviario è assente in questa nazione.

## Trasporti su strada

### Rete stradale
Strade pubbliche: in totale 27.000 km (dati 1990)
- asfaltate: 1.800 km
- bianche: 25.200 km.

### Reti filoviarie
Attualmente in Uganda non esistono filobus. 

### Autolinee
Nelle zone abitate dell'Uganda, per la gestione dei trasporti urbani, suburbani ed interurbani esercitati con autobus, operano aziende pubbliche e private.

## Idrovie
Sono presenti trasporti che utilizzano acque lacustri (laghi Alberto, Kyoga e Vittoria).

### Porti e scali

#### Sul Lago Vittoria
- Entebbe.

## Trasporti aerei

### Aeroporti
In totale: 26 (dati 1999)
a) con piste di rullaggio pavimentate: 4
- oltre 3047 m: 3
- da 2438 a 3047 m: 0
- da 1524 a 2437 m: 1
- da 914 a 1523 m: 0
- sotto 914 m: 0

b) con piste di rullaggio non pavimentate: 22
- oltre 3047 m: 0
- da 2438 a 3047 m: 1
- da 1524 a 2437 m: 6
- da 914 a 1523 m: 8
- sotto 914 m: 7.

### Eliporti
In totale: 2 (dati 1999)